# Distretto di Basti
Il distretto di Basti (in inglese Basti District) è un distretto dell'India di 2 068 922 abitanti. Capoluogo del distretto è Basti.